# King Nine Will Not Return
"King Nine Will Not Return" is een aflevering van de Amerikaanse televisieserie The Twilight Zone. Het was de eerste aflevering van het tweede seizoen.

## Verhaal

### Opening
This is Africa, 1943. War spits out its violence overhead and the sandy graveyard swallows it up. Her name is King Nine, B-25, medium bomber, Twelfth Air Force. On a hot, still morning she took off from Tunisia to bomb the southern tip of Italy. An errant piece of flak tore a hole in a wing tank and, like a wounded bird, this is where she landed, not to return on this day, or any other day.
— Rod Serling

### Plot
Tijdens de Tweede Wereldoorlog stort een bommenwerper genaamd King Nine neer in de woestijn. Kapitein James Embry, een van de inzittenden, ontdekt wanneer hij bijkomt van de klap dat hij alleen is. De verdwijning van zijn crew vergroot zijn desoriëntatie en zonder echt te weten waar hij heen moet begint hij aan een wandeling. Na een tijdje valt hij door hitte en uitputting flauw.
Dan verplaatst de scène zich naar een ziekenhuiskamer en blijkt dat het hele scenario van de crash in de woestijn slechts een hallucinatie was die Embry kreeg terwijl hij in het ziekenhuisbed lag. In werkelijkheid heeft de crash al jaren terug plaatsgevonden. Embry zou die dag mee moeten vliegen met King Nine, maar miste de vlucht. Nadien heeft hij zichzelf altijd verweten wat er met de crew is gebeurd. Toen hij in de krant las dat het vliegtuigwrak was gevonden in een woestijn, wekte dit de hallucinatie op.
Wanneer de zuster Embrys schoenen voor hem pakt, blijken deze op mysterieuze wijze vol te zitten met zand.

### Slot
Enigma buried in the sand, a question mark with broken wings that lies in silent grace as a marker in a desert shrine. Odd how the real consorts with the shadows, how the present fuses with the past. How does it happen? The question is on file in the silent desert. And the answer? The answer is waiting for us in the Twilight Zone.
— Rod Serling

## Rolverdeling
- Robert Cummings: Kapitein James Embry
- Paul Lambert: Dokter
- Gene Lyons: Psychiater
- Jenna McMahon: Zuster
- Seymour Green: Britse officier

## Trivia
- Het verhaal van deze aflevering is gebaseerd op de ontdekking van de B-24 Liberator bommenwerper Lady Be Good en haar crew.
- Dit is de eerste aflevering die gebruik maakte van de Marius Constant Twilight Zone intromuziek.
- Beginnend met deze aflevering verscheen Rod Serling in beeld voor zowel zijn intro- als slottekst.